# 依存関係
依存関係（いそんかんけい）とは、主要部と依存部（修飾部）の間の統語論的関係のこと。

## 主要部・依存部
Nichols Johannaは、主要部について「主要部とは他のカテゴリーの生起可能性を支配する、或いは決定するカテゴリーである」としている。
| レベル | 主要部     | 依存部             |
| ------ | ---------- | ------------------ |
| 句     | 被所有名詞 | 所有者             |
| 句     | 名詞       | 修飾的形容詞       |
| 句     | 接置詞     | 接置詞の目的語     |
| 節     | 述語       | 項と付加部         |
| 節     | 助動詞     | 語彙的動詞(主動詞) |
| 文     | 主節の主語 | 従属節             |

## 依存関係の形態論的標示

### 主要部標示型(head marking)
ハンガリー語とヘブライ語の例を挙げる。

ハンガリー語:
az ember h'az-a「その男の家」
その 男　家-3 単数.

ヘブライ語:
bayit「家」
bet sefer「学校(書物の家)」
bet kafe「カフェ(コーヒーの家)」
bet hollim「病院(病人の家)」

このとき、太字は依存部であり、「家」は主要部であるが、この依存関係の標示は太字に対して(母音交替や接辞によって)行われている。これを主要部表示型という。

### 依存部標示型(dependent marking)
英語の例を挙げる。

a man's house「男の家」

このとき、man'sは依存部であり、houseは主要部であるが、この依存関係の標示はmanに対して行われている。これを依存部標示型という。

### 二重標示型(double marking)
トルコ語の例を挙げる。

ev-in kapı-sı「家のドア」
家-属格 ドア-3 単数
このとき、属格の標識が所有者「家」につき、「ドア」にも一致の接尾辞がついている。これを二重標示型という。

### 分裂標示型(split marking)
主要部標示型と依存部標示型のパタンをほぼ同じ度合いでもつものを指す。
例えばバントゥー諸語では、節レヴェルでは主要部標示型ではあるが、句レヴェルでは依存部標示型である。

### その他
ある形態素がどちらに結びついているのか不明瞭な場合がある。
ペルシャ語の例を挙げる。

asb-e-mard「その男の馬」
馬-連接辞-男

このeは、どちらか一方の構成要素に帰属させることが不可能で、連接辞(linker)と呼ばれる。William Croftは連接辞に①通常は形が変化しない。②多くの場合名詞句内に見られる。という共通の特徴が見られることを指摘している。

## 依存関係の非形態論的標示
コボン語では、所有者と被所有者をただ単に並置するだけで所有構文を作る。
Dumnab ram「ドゥムナブの家」
ドゥムナブ 家

## 類型論的見地からの依存関係の標示
- 節の付加部(時間・場所・様態の表現等)の依存関係が主要部に標示されることは稀であり，普通は依存部への格標示や接置詞によって示される。(ウェイリー[2006: 148])
- 人称・数・性などの文法カテゴリは依存部表示型言語においても主要部に標示されるのが一般的である。(Nichols[1986: 77-78])
- ある言語がどこかのレヴェルで主要部表示型の形態論を支配的なパタンとしてとるのならば、その言語は節レヴェルでも主要部標示型をとる。(Nichols[1986: 75])
- ある言語が節レヴェルで依存部表示型の形態論をとるならば、その言語は句レヴェルでも依存部標示型をとる。(Nichols[1986: 75])
- 主要部標示型の形態論は動詞先頭型の語順を好む傾向にある一方、依存部表示型の形態論はこの語順を避ける傾向にある。(Nichols[1986: 81ff])